# Mauritanie aux Jeux olympiques d'été de 2000
La Mauritanie participe aux Jeux olympiques d'été de 2000 à Sydney.  
Sa délégation est composée de 2 athlètes et son porte-drapeau est Sidi Mohamed Ould Bidjel. Au terme des Olympiades, la nation n'est pas à proprement classée puisqu'elle ne remporte aucune médaille. 

## Nombre d'athlètes qualifiés par sport
Voici la liste des qualifiés et sélectionnés Mauritaniens par sport (remplaçants compris) :
| Sport      | Hommes | Femmes | Total |
| ---------- | ------ | ------ | ----- |
| Athlétisme | 1      | 1      | 2     |

## Liste des médaillés mauritaniens
Aucun athlète mauritanien ne remporte de médaille durant ces JO.

## Athlétisme

### Hommes
| Athlète                  | Épreuve | Séries        | Séries | Quarts de finale | Quarts de finale | Demi-finales | Demi-finales | Finale  | Finale  |
| Athlète                  | Épreuve | Temps         | Rang   | Temps            | Rang             | Temps        | Rang         | Temps   | Rang    |
| ------------------------ | ------- | ------------- | ------ | ---------------- | ---------------- | ------------ | ------------ | ------- | ------- |
| Sidi Mohamed Ould Bidjel | 1 500 m | 4 min 03 s 74 | 14e    | Eliminé          | Eliminé          | Eliminé      | Eliminé      | Eliminé | Eliminé |

### Femmes
| Athlète     | Épreuve | Séries  | Séries | Quarts de finale | Quarts de finale | Demi-finales | Demi-finales | Finale  | Finale  |
| Athlète     | Épreuve | Temps   | Rang   | Temps            | Rang             | Temps        | Rang         | Temps   | Rang    |
| ----------- | ------- | ------- | ------ | ---------------- | ---------------- | ------------ | ------------ | ------- | ------- |
| Fatou Dieng | 100 m   | 13 s 69 | 9e     | Eliminé          | Eliminé          | Eliminé      | Eliminé      | Eliminé | Eliminé |